# Pramod Mahajan

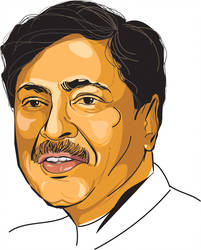
Pramod Mahajan

Pramod Mahajan (* 20. Oktober 1949 im Mahbubnagar, Staat Hyderabad, heute Telangana; † 3. Mai 2006 in Mumbai, Maharashtra) war ein indischer Politiker der Janata Party sowie seit 1980 der Bharatiya Janata Party, der unter anderem zwischen 1986 und 1996 Mitglied der Rajya Sabha, von 1996 bis 1997 Mitglied der Lok Sabha sowie zuletzt 1998 bis zu seinem Tod 2006 erneut Mitglied der Rayja Sabha. Er war ferner zwischen 1985 und 1986 und 1992 bis 1998 Generalsekretär der BJP, 1996 Verteidigungsminister und bekleidete zwischen 1998 und 2003 mehrere andere Ministerämter. Zuletzt war er seit 2003 bis zu seinem Tod 2006 abermals BJP-Generalsekretär.

## Leben

### Studium, BJP-Generalsekretär und Mitglied der Rajya Sabha
Mahajan absolvierte nach Schulbesuch zunächst ein Studium der Journalistik am Ranade Institute of Journalism, das er mit einem Bachelor of Arts (B.A. Journalism) abschloss. Ein weiteres Studium der Physik an der University of Pune schloss er mit einem Bachelor of Science (B.Sc. Physics) ab. Danach war er zunächst zwischen 1970 und 1971 Wissenschaftsredakteur der Zeitung Tarun Bharat sowie anschließend von 1971 bis 1974 Lehrer an einer Schule in Kholeshwar tätig. Er absolvierte ferner ein Studium der Politikwissenschaften an der University of Pune, das er mit einem Master of Arts (M.A. Political Science) beendete. Während des Ausnahmezustandes in Indien befand er sich zwischen 1975 und 1977 im Zentralgefängnis Nasik Road.
Nach seiner Haftentlassung begann Mahajan sein politisches Engagement bei der Janata Party, deren Generalsekretär er von 1978 bis 1980 in Maharashtra war. Danach wechselte er zur Bhartiya Janata Party (BJP) und war zwischen 1980 und 1985 deren Generalsekretär in Maharashtra. Gleichzeitig war er von 1983 bis 1985 Sekretär der BJP sowie schließlich zwischen 1986 und 1987 Generalsekretär der BJP.
Am 5. Juli 1986 wurde Mahajan für die BJP erstmals zum Mitglied der Rajya Sabha gewählt, des Oberhauses des indischen Parlaments, dem er zunächst nach seiner Wiederwahl am 5. Juli 1992 bis zum 9. Mai 1996 angehörte. Während dieser Zeit war er von 1992 bis 1998 abermals Generalsekretär der BJP sowie zwischen 1994 und 1996 Vorsitzender des Oberhausausschusses für Transport und Tourismus.

### Mitglied der Lok Sabha, Minister und Ermordung
Bei der Wahl im April und Mai 1996 wurde Mahajan zum Mitglied der Lok Sabha gewählt, des Unterhauses des indischen Parlaments, und vertrat in diesem bis zur Wahl im Februar und März 1998 den in Maharashtra Wahlkreis 28-Mumbai North-East.
Premierminister Atal Bihari Vajpayee berief ihn am 16. Mai 1996 in dessen erstes Kabinett, dem er bis zum 1. Juni 1996 angehörte. Im April 1998 fungierte er als Politischer Berater von Premierminister Vajpayee.
Am 5. Juli 1998 wurde er wieder Mitglied der Rayja Sabha und gehörte dieser bis zu seinem Tod am 3. Mai 2006 an. Premierminister Vajpayee berief ihn im Dezember 1998 zum Minister für Information und Rundfunk sowie zusätzlich zum Minister für die Nahrungsmittelindustrie in dessen zweites Kabinett und gehörte diesem bis zum Oktober 1999 an. Nachdem Vajpapee am 13. Oktober 1999 sein drittes Kabinett gebildet hatte, wurde er Minister für Parlamentsangelegenheiten und bekleidete dieses Amt bis zum Ende von Vajpayees am 22. Mai 2004. Zugleich wurde er am 1. September 2001 als Nachfolger von Ram Vilas Paswan auch Minister für Kommunikation und Informationstechnologie und übte dieses Ministeramt bis zu seiner Ablösung durch Arun Shourie am 29. Januar 2003 aus.
Nach seinem Ausscheiden aus der Regierung wurde Mahajan 2003 erneut Generalsekretär der BJP und bekleidete diese Funktion bis zu seinem Tod. Daneben war er der führende politische Stratege seiner Partei in den Bundesstaaten Maharashtra und Rajasthan. Am 22. April 2006 wurde er aus kürzester Entfernung drei Mal durch seinen Bruder Pravin Mahajan angeschossen und erlag seinen Verletzungen elf Tage später.
Aus seiner Ehe mit Rekha Pramod Mahajan gingen ein Sohn und eine Tochter hervor. Er war ein Schwager des Politikers Gopinath Munde, der mit seiner Schwester Pradnya verheiratet war.